# Paul-Greifzu-Stadion (Stralsund)
Das Paul-Greifzu-Stadion ist ein Mehrzweckstadion für Fußball- und Speedway-Veranstaltungen an der Barther Straße im Stadtteil Stadtkoppel in Stralsund. Es wurde nach dem Rennfahrer Paul Greifzu (1905–1952) benannt, der auch Namensgeber des Paul-Greifzu-Stadion in Dessau ist. Die Speedwaybahn gehört zu den schnellsten Bahnen in Europa.

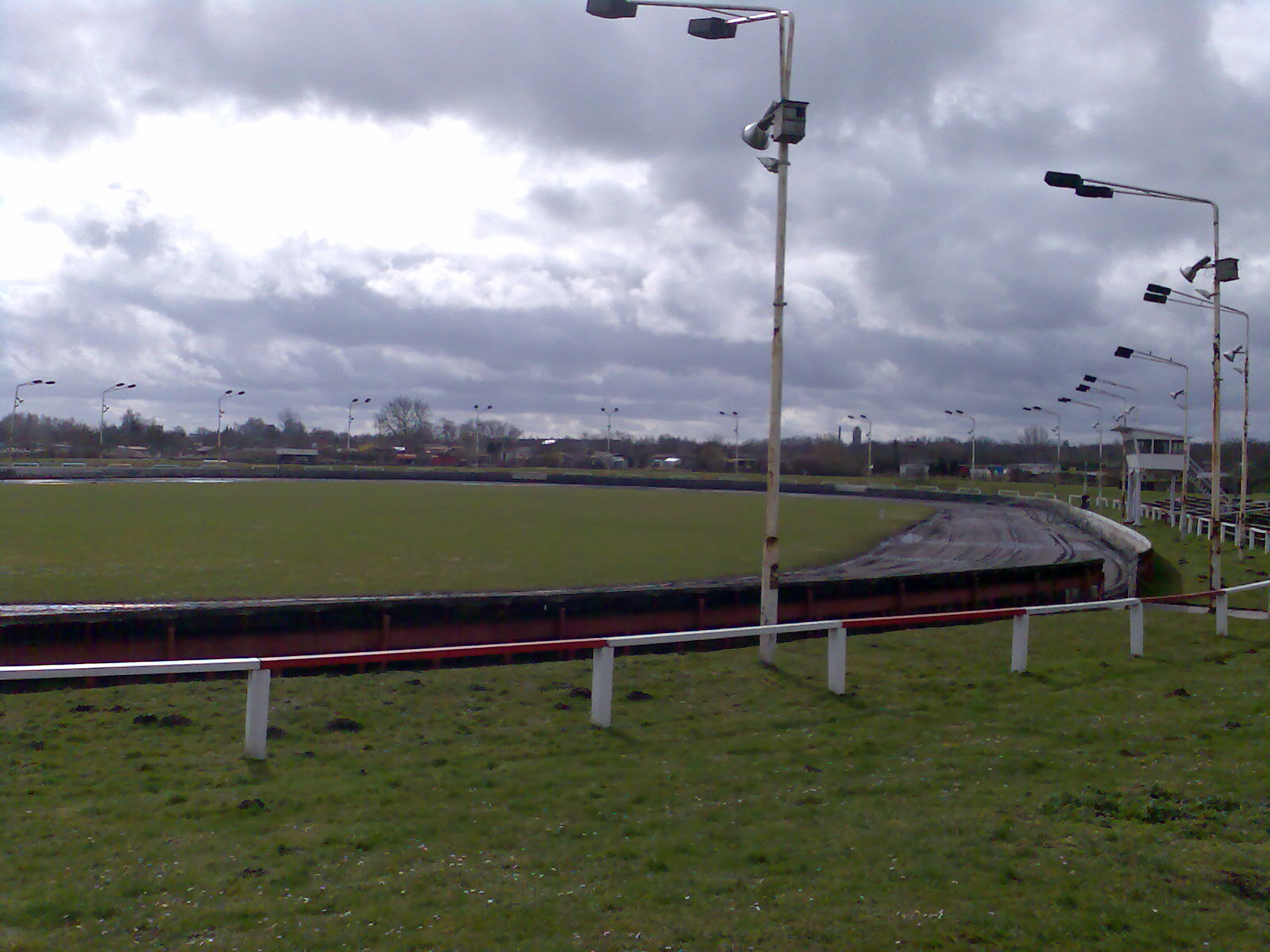
Das Paul-Greifzu-Stadion

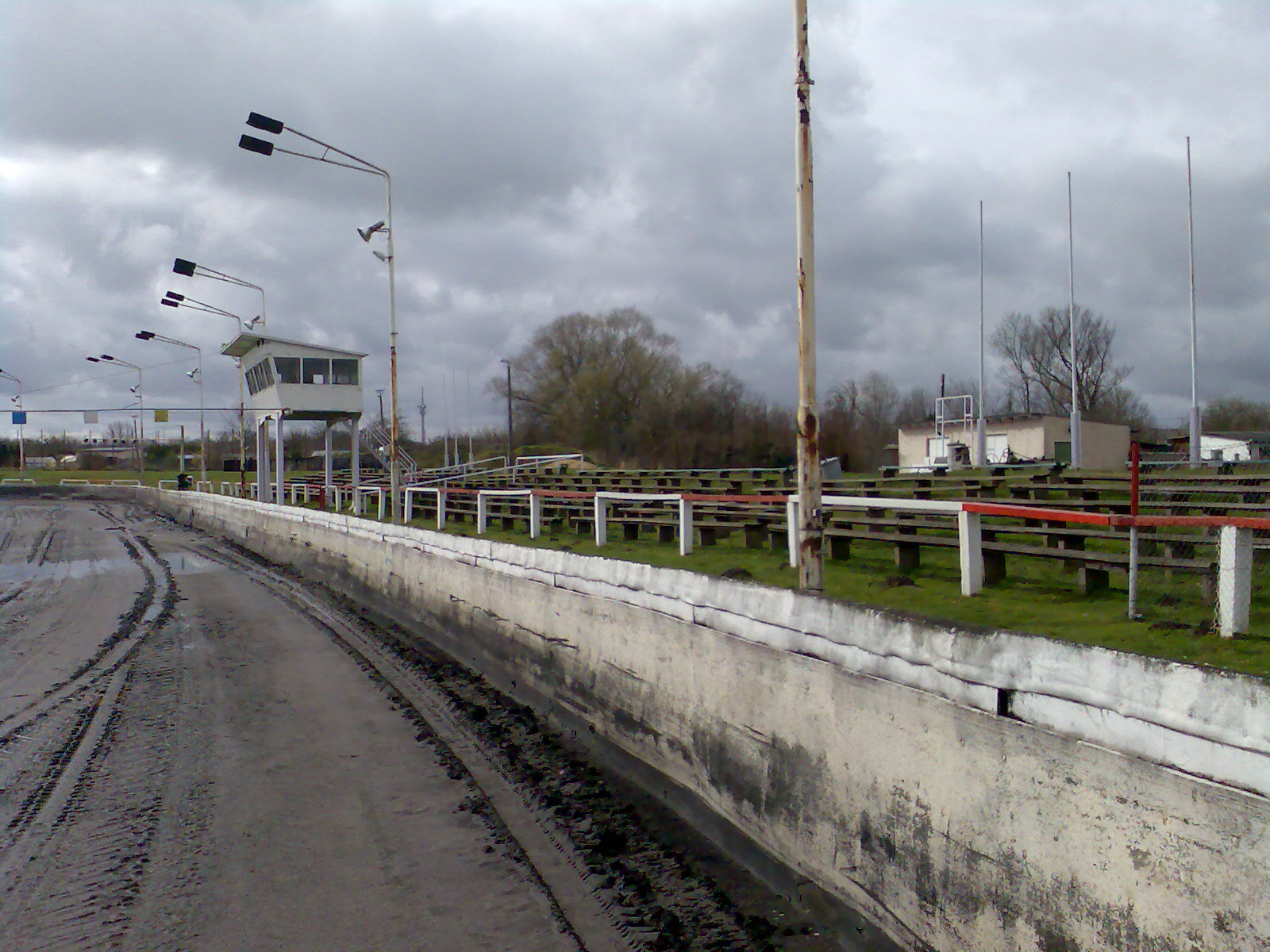
Zuschauerränge des Paul-Greifzu-Stadions

## Beschreibung
Das Stadion ist heute vor allem wegen der Speedwayveranstaltungen bekannt. Auf der 385 Meter langen Bahn aus Steinmehl und Steinkohlenschlacke werden Rennen in der Speedway-Bundesliga sowie des Internationalen Ostseepokals und um den Stralsunder Nikolauspokal ausgetragen. 2008 fand hier das Finale der Speedway-Junioren-Europameisterschaft statt. Die Speedway-Anlage ist die Heimstätte des MC Nordstern Stralsund. Die Strecke gehört zu den schnellsten Bahnen in Europa.
Auf dem Gelände befinden sich weitere Sportanlagen wie Fußballfelder (Kunstrasen), der TSV 1860 Stralsund trägt hier teilweise seine Spiele aus.

## Geschichte
Der am 9. Februar 1937 zum Sportreferenten Stralsunds berufene Dr. Leschke gab in seiner Antrittsrede bekannt, dass der Bau eines Stadions „so schnell wie möglich in Angriff genommen werden“ solle. Die vier in Frage kommenden, im städtischen Besitz befindlichen Areale waren das Spülgelände auf dem Dänholm vor Stralsund, der ehemalige Vogelsangteich, ein Gelände an der Prohner Chaussee und das Gelände nahe der Gaststätte „Zur Stadtkoppel“ auf dem ehemaligen Gutshof Stadtkoppel. Dieses Gelände, welches damals aus Ackerland bestand, war seit 1888 im Besitz der Stadt. Die Stadtverwaltung bevorzugte das Gelände an der Prohner Chaussee, das allerdings außerhalb des Stadtgebietes, im Landkreis Franzburg-Barth lag. Die Entscheidung fiel letztlich zugunsten der Stadtkoppel.
Da die Kosten eines Stadionneubaus mit Nebenplätzen die finanziellen Möglichkeiten der Stadt überstiegen, erklärte Werner Stoll, Oberbürgermeister Stralsunds, dass „die Stadt keineswegs in die Welt hinausposaunen wolle, dass sie in kurzer Zeit ein riesiges Stadion errichten wolle. Mit Rücksicht auf die Finanzverhältnisse und die dringendsten Wohnungsbaufragen ist das nicht möglich. Andererseits ist es aber im Interesse der Ertüchtigung der Jugend dringend notwendig, zunächst hiermit einen Anfang zu machen.“ Der Bau einer Arena mit 8000 Sitzplätzen und 6000 Stehplätzen wurde angestrebt. Zudem sollte eine „Wehrkampfbahn“ für die Einheiten der Schutzstaffel (SS), Sturmabteilung (SA) und des Nationalsozialistischen Kraftfahrkorps (NSKK) entstehen. Am 15. Juli 1937 wurde mit den Arbeiten begonnen. Der Bereich musste zunächst trockengelegt werden. Die Einwohner Stralsunds waren zur freiwilligen Hilfeleistung aufgerufen.
Das Unternehmen Heinrich Stein aus Stralsund erhielt im Frühjahr 1938 vom Stadtbauamt den Auftrag zur Anlage eines 70 × 105 Meter großen Spielfelds, einer 400-Meter-Aschenbahn sowie von Sprung- und Wurfanlagen. 50.000 Reichsmark (RM) kostete diese Anlage, von denen die Stadt nur 29.000 RM aufbringen konnte. Einen staatlichen Zuschuss gab es nicht. Am 6. März 1939 schloss die Stadt mit dem SV Reichspost 07 Stralsund einen Pachtvertrag ab, der dem Verein das Gelände neben der Barther Straße zum Bau eines Vereinshauses überließ. Dafür erhielt der Verein das ausschließliche Nutzungsrecht des Übungsplatzes vor dem Vereinshaus und das bevorzugte Nutzungsrecht des zweiten Platzes.
Nach dem Beginn des Zweiten Weltkrieges ruhten die Arbeiten an der Sportanlage.
Im Jahr 1957 begann der Bau einer Speedway-Anlage. Der Motorradsport wurde zuvor unter dem Namen Bäderrennen auf einem Rundkurs durch die Stadt veranstaltet. Die Strecke um den Knieperteich war jedoch für die Zuschauer sehr riskant; die Bäderrennen wurden eingestellt. Für die neue Anlage wurden aus Mitteln des staatlichen Lottos 130.000 Deutsche Mark der Deutschen Notenbank bewilligt und der VEB Bau Stralsund mit der Ausführung beauftragt. Die Projektierung oblag dem Entwurfsbüro für Hochbau. Im Rahmen des Nationalen Aufbauwerks (NAW) wurden auch viele freiwillige Helfer tätig.
Im April 1958 wurde der MC Nordstern Stralsund mit 150 Mitgliedern gegründet. Am 4. Mai 1958 wurde das erste Rennen vor 20.000 Zuschauern ausgetragen.
Die Sitzbänke wurden im Jahr 2024 erneuert. Bis April 2025 wurden die anderen Zuschauerbereiche stark umgestaltet.